# All Systems Go (album de Donna Summer)
Pour les articles homonymes, voir All Systems Go.
Albums de Donna Summer
Cats Without Claws
(1984) Another Place and Time
(1989)
Singles
1. Dinner with Gershwin
Sortie : août 1987
2. Only the Fool Survives
Sortie : novembre 1987
3. All Systems Go
Sortie : janvier 1988

All Systems Go est le treizième album studio de la chanteuse américaine Donna Summer, sorti le 15 septembre 1987.

## Liste des titres
| 1. | All Systems Go                                  | - Harold Faltermeyer - Donna Summer                               | 4:13 |
| 2. | Bad Reputation                                  | - Peter Bunetta - Joe Erickson - Summer                           | 4:14 |
| 3. | Love Shock                                      | - Faltermeyer - Bruce Sudano - Summer                             | 4:16 |
| 4. | Jeremy                                          | - Faltermeyer - Pit Floss - Andy Slovic - Summer - Hannes Treibe  | 4:40 |
| 5. | Only the Fool Survives (duo avec Mickey Thomas) | - John Bettis - Michael Omartian - Sudano - Summer - Virgil Weber | 4:42 |

| 6. | Dinner with Gershwin  | Brenda Russell                            | 4:39 |
| 7. | Fascination           | - Eddie Schwartz - David Tyson            | 4:30 |
| 8. | Voices Cryin' Out     | - Faltermeyer - Summer                    | 5:20 |
| 9. | Thinkin' Bout My Baby | - Jeffrey Lams - Keith D. Nelson - Summer | 6:20 |

### Classements
| Classement (1987)             | Meilleure position |
| ----------------------------- | ------------------ |
| États-Unis (Billboard 200)    | 122                |
| États-Unis (Top Black Albums) | 53                 |
| Italie (Musica e dischi)      | 17                 |
| Japon (Oricon)                | 69                 |
| Pays-Bas (Mega Album Top 100) | 72                 |
| Suède (Sverigetopplistan)     | 27                 |